# جيمي هاريسون (مغني)
جيمي هاريسون (بالإنجليزية: Jimmy Harrison)‏ هو مغني أمريكي، ولد في 17 أكتوبر 1900 في لويفيل في الولايات المتحدة، وتوفي في 23 يوليو 1931 في نيويورك في الولايات المتحدة.

## وصلات خارجية
- جيمي هاريسون على موقع ميوزك برينز (الإنجليزية)
- جيمي هاريسون على موقع أول ميوزيك (الإنجليزية)
- جيمي هاريسون على موقع ديسكوغز (الإنجليزية)